# Gul tigerspinnare
Gul tigerspinnare är en gulaktig fjärilsart inom familjen björnspinnare. Vingspannet är 32-39 millimeter. Den förekommer i södra och centrala Europa, men också sparsamt i Skandinavien.